# Continassa
La Continassa è un'area di 256800 m² situata nell'estrema periferia nord-ovest di Torino, all'interno della Circoscrizione 5; è una zona del quartiere Vallette confinante con Madonna di Campagna (zona Barriera di Lanzo) e il comune di Venaria Reale, delimitata a nord da strada Druento, a sud da corso Ferrara, a ovest da via Traves e a est dai terreni dello Juventus Stadium (impianto privato inaugurato nel 2011 al posto del precedente stadio delle Alpi) fino a Strada Altessano. 
In seguito a una profonda riqualificazione, nel 2017 fu edificato su gran parte dell'area il J-Village, un complesso civile-sportivo multifunzionale che include la storica Cascina Continassa, la residenza padronale che diede nome all'intera area a cavallo di XVII e XVIII secolo, e di cui la società calcistica Juventus Football Club è proprietaria; mentre nel lotto sud, appartenente al Comune di Torino dal 1913, sorge il PalaTorino, un impianto sportivo multifunzionale accanto a un settore destinato a futuro parco pubblico.

## Storia

### Le origini
La zona prende il nome dalla antica cascina Contina, su strada Druento, chiamata probabilmente così per via della moglie di un conte, forse caduta in disgrazia. Un nomignolo non insolito, pensando a nomi di cascine che spesso rendono omaggio ai loro primi proprietari, ricorrendo o al cognome o al titolo di cui essi erano insigniti; esemplare è il caso della vicina cascina Cavaliera (in strada delle Vallette), che deve il suo nome al Cavalier General d'Envie, l'antico proprietario della tenuta. Continassa pare essere una successiva alterazione linguistica, indicante probabilmente le dimensioni dell'edificio (il suffisso -assa, in questo caso, sembra avere valore accrescitivo più che peggiorativo).
Risalente con buona probabilità alla fine del XVII secolo, fu una cascina composta originariamente da una villa o edificio con diversi appartamenti, un rustico (per attività agricole), un filatoio e un ampio giardino volto a mezzogiorno. 
Durante l'assedio di Torino (1706), la Contina fu occupata dagli assedianti e trasformata in un centro di raccolta e smistamento di artiglierie.
All'esterno del muro perimetrale, sul lato est del portone principale, nel 1747 fu fatta costruire una cappella da Guglielmo Maggia, padrone del fondo, probabilmente assieme alla villa.
Nella seconda metà del XVIII secolo la cascina, all'epoca di proprietà della famiglia Maggia, divenne una delle più grandi filande del Torinese, contando fra i suoi lavoratori 150-200 persone in grado di produrre circa 2 300 rubbi di bozzoli annui.
Nel 1790 la cascina viene descritta dall’architetto Amedeo Grossi come:
È, quindi, un edificio in cui si sono svolte più funzioni e attività: la villa utilizzata come residenza padronale, la cascina che sottintende alle attività agricole e l'opificio paleoindustriale adibito a filatura.

### Il passaggio a proprietà comunale

Una veduta della colonia profilattica di Lucento «Maria Laetitia» presso la Cascina Continassa, in occasione della visita della delegazione della Croce Rossa Internazionale (1918)

La cascina Contina passò di proprietà ai Nigra nel corso del XIX secolo, quindi acquistata dal Comune di Torino nel 1911 che, in primo momento, la riadattò a centro per la prevenzione di malattie, mentre più tardi, durante la seconda guerra mondiale, i fascisti la utilizzarono come carcere; negli anni 60 del XX secolo, inoltre, la cascina ospitò anche i terremotati del Belice. Poi, sia per la Contina che per i territori rurali circostanti, nei decenni successivi iniziò un periodo di graduale abbandono.
Nel marzo 1969, dopo una gestione a carico del comune durata 18 anni, inclusa una sistemazione stradale, fu inaugurato nel lotto orientale dell'area Continassa, tra la strada del Druent, via Traves e Corso Ferrara, un vasto e moderno stabilimento pubblico destinato ad attività di macellazione e commercio delle carni in sostituzione del precedente Mattatoio Civico, edificato in corso Vittorio Emanuele II tra il 1866 e il 1867 e ormai ritenuto «vecchio e superato». Esso sarebbe stato dismesso appena sei anni più tardi e la superficie, dopo l'abbattimento della costruzione, riqualificata per fare spazio nel 2008 a quella che verrà chiamata l'Arena Rock, una struttura pensata per ospitare concerti e che, a causa del poco impiego, sarà trasformata in pista di go-kart (anch'essa scarsamente utilizzata), salvo poi essere definitivamente abbandonata e demolita. Parallelamente, su Corso Ferrara, nel 1985 sorse un mercato ittico.

Una veduta parziale della Cascina Continassa, divenuto un edificio residenziale, durante la prima metà degli anni 80

Nel 1984, in previsione del campionato del mondo 1990, fu proposta la costruzione di un nuovo e più ampio impianto calcistico torinese, in sostituzione dell'ormai fatiscente stadio Comunale, sito nel quartiere Santa Rita, che aveva servito la città nei precedenti sei decenni. Nel 1986, come sede in cui realizzare il nuovo stadio, fu scelta proprio la zona della Continassa. Il progetto pensato per questa zona fu completato interamente nel 1990, col nome di stadio delle Alpi.
In quel periodo, per l'area Continassa si pensò a due diversi progetti: prima una "città dello sport" accanto allo stadio dei mondiali, con campi da tennis, piscine, palarock, parchi giochi e impianti base, trasformando la cascina in una sede di "terziario sportivo" (con uffici, sale riunioni, biblioteca, foresteria, bar e ristoranti) riservata alla Federazione Italiana Giuoco Calcio; poi, dopo il mondiale, il Comune prese in considerazione l'idea di trasformare la Cascina Continassa in un hotel a quattro stelle. Entrambi i progetti si arenarono sicché l'area, già in stato di abbandono da anni, divenne sempre più degradata, riducendo, tra l'altro, la settecentesca cascina a rifugio per gruppi rom.

### Concessione e riqualificazione della zona
La Juventus si dimostra interessata all'area della Continassa fin dal 1994. La società bianconera ha come obiettivo costruire un impianto di sua proprietà al posto del costoso e problematico stadio delle Alpi, aprire un museo a tema juventino, spostare la sede societaria all'interno della settecentesca Cascina Continassa ed edificare un nuovo centro d'allenamento accanto all'impianto e alla sede.
Il 18 giugno 2002, dopo otto anni di dialogo complicato tra le parti, la Juventus ottiene, in seguito a un accordo con il Comune di Torino, il diritto di superficie sull'area del Delle Alpi per 99 anni,   a partire dal 1º luglio successivo, versando nelle casse comunali 24000000 €. La società può così dare inizio al progetto di un nuovo stadio adatto al calcio, sicuro e redditizio, che nel frattempo si è evoluto in una vera e propria cittadella bianconera di proprietà del club, riservata sia alle infrastrutture della squadra, sia ad attività commerciali collaterali e altre iniziative rivolte ai tifosi, come l'apertura di vari fan-shops; il tutto sia nell'area circostante sia all'interno del futuro impianto. Tutto ciò permette alla Juventus di garantirsi uno stadio di proprietà e di guardare al futuro sviluppo dell'area. L'11 giugno 2010, in seguito a un protocollo d'intesa con la municipalità torinese, la Juventus ottiene il diritto di superficie sull'area della Continassa per i successivi 99 anni, al prezzo di un milione di euro. La società vuole così dare continuità al progetto stadio, riqualificando l'intera adiacente area di circa 270 000 metri quadrati.
Nel biennio 2008-2009 viene completata la demolizione del Delle Alpi e al suo posto, tra il 2009 e il 2011, viene costruito lo Juventus Stadium; a seguire, nell'arco temporale tra il 2012 e il 2017, all'interno dell'impianto vengono già aperte strutture come il museo societario, il centro medico e il megastore. Inoltre, nei dintorni dello stadio, si trova il centro commerciale Area 12. Questo progetto proseguirà con la creazione della futura cittadella bianconera alla Continassa, per la quale viene scelto il nome di J-Village. Questo progetto viene portato a compimento a cavallo tra la metà degli anni 2010 e i primi anni 2020 con il definitivo recupero della zona dal degrado. Alla sua consegna, il J-Village occupa un'area di 175475 m² e consta di diverse strutture: un centro d'allenamento riservato alla prima e, occasionalmente, alla seconda squadra maschile, che include una sala per le riunioni tecniche e visione dei video, gli studi televisivi di Juventus TV, la sala stampa e le aree degli sponsor, nonché la struttura riservata alla produzione di contenuti digitali del club; un albergo di lusso; una scuola internazionale che comprende il liceo della Juventus; uno spazio per eventi; e la sede sociale, che dal 2017 si trova all'interno della Cascina Continassa, recuperata dopo anni di abbandono.